# Cosaute
El cosaute (del francés coursaut, 'salto corto') es una composición poética formada por una serie de pareados o dísticos, generalmente en versos fluctuantes —esto es, versos que no tienen el mismo número de sílabas, pero cuya ametría no excede de un margen relativamente limitado en torno a determinadas medidas con las cuales suele a veces coincidir—, a los que sigue un verso que se repite intercalado entre ellos, en forma de breve estribillo: a a b : c c b : d d b. Cada uno de los pareados recoge parte del sentido del anterior y añade un nuevo concepto, en un «movimiento alterno de retroceso y avance». Su temática suele ser amorosa y caballeresca de reflejo tradicional.
Por una mala lectura en los orígenes, este tipo de composición ha recibido el nombre de cosante, equivocado de acuerdo con su origen etimológico: «Cosaute —y no cosante— es palabra importada de Francia que designa una danza cantada de tipo cortesano». La corrección procede de la constatación de que aquellas veces en que la palabra aparecía afianzada por la rima, rimaba en palabras con –aute. En el DRAE, sin embargo, se mantiene la voz cosante y no figura el término corregido.
En sentido amplio, el cosaute hace referencia a un tipo de baile medieval, seguramente de ritmo lento, que se acompañaba con una canción. Fue la crítica inglesa quien especializó el término, seguido de la española, que se apoyó en un famoso cosaute de Diego Hurtado de Mendoza para designar con esta palabra a una clase particular de canción de bailada encadenada, olvidando otras apariciones de la palabra que califican a composiciones poéticas que no responden a esta estructura. Es un tipo de poema especialmente adecuado para el canto, lo que explicaría su métrica irregular: un solista podría cantar los pareados, a los que respondería el coro con el estribillo. El origen musical se percibe también en el uso de repeticiones que dan cuerpo al poema a partir del paralelismo —por ello ha sido llamada canción paralelística— y, en algunos casos, del leixaprén, como sucede en el de Hurtado de Mendoza: 

A aquel árbol que vuelve la foja

algo se le antoja.
Aquel árbol de bel mirar

face de maña flores quiere dar.

Algo se le antoja.
Aquel árbol de bel veyer

face de maña quiere florecer.

Algo se le antoja.
Face de maña flores quiere dar,

ya se demuestra, salidlas mirar.

Algo se le antoja.
Face de maña quiere florecer,

ya se demuestra, salidlas a ver.

Algo se le antoja.
Ya se demuestra, salidlas mirar,

vengan las damas la fruta cortar.

Algo se le antoja.
Ya se demuestra, salidlas a ver,

vengan las damas la fruta coger.

Algo se le antoja.
Diego Hurtado de Mendoza, Cancionero de Palacio (1474-1516)

## Historia y cronología de uso
Tradicionalmente se ha considerado que este tipo de composición procede de la lírica galaico-portuguesa, puesto que «no consta que haya existido paralelismo castellano» durante la Edad Media, más que por influencia de aquella otra tradición. Eugenio Asensio refutó dicha afirmación y mostró su convicción de que debió existir una potente tradición lírica castellana, paralelística y no paralelística, que apenas dejó huellas en la documentación escrita, por lo que podemos considerar que esta composición nació del fondo común y tradicional ibérico. Se considera una de sus primeras manifestaciones en castellano un fragmento del poema de Berceo Duelo de la virgen, compuesto por trece pareados con el estribillo intercalado «eya velar». Sin embargo, en este poema el estribillo no aparece al final de cada pareado, sino después de ambos versos:

¡Eya velar, eya velar, eya velar!

Velat aljama de judíos, eya velar,

que non vos furten el su dios, eya velar.		
Ca furtárvoslo querrán, eya velar,

Andrés e Peidro e Johán, eya velar.		
No sabedes tanto d'escanto, eya velar,

que ixcades de so el canto, eya velar.
Gonzalo de Berceo, «El duelo que fizo la Virgen María el día de la pasión de su fijo Jesucristo» (s. XIII)

Al ser propio de la lírica popular, el cosaute ha tenido una presencia muy escasa en los cancioneros del siglo XV. En el Cancionero de Palacio se recoge el anteriormente citado poema de Diego Hurtado de Mendoza, a quien se le atribuyen los primeros testimonios (último tercio del siglo XIV) de dos de los géneros más antiguos de la poesía cancioneril: el cosaute y el perqué. Los testimonios renacentistas del cosaute proceden, principalmente de Gil Vicente, de quien Navarro Tomás cita el siguiente ejemplo: 

Del rosal vengo, mi madre,

vengo del rosale.
A riberas de aquel vado,

viera estar rosal granado;

vengo del rosale.
A riberas de aquel río,

viera estar rosal florido;

vengo del rosale.
Viera estar rosal florido.

cogí rosas con sospiro;

vengo del rosale, madre,

vengo del rosale.
Gil Vicente, Cancionero de Palacio (1474-1516)

En el Barroco tan solo aparecen estribillos glosados que podrían ser restos de cosautes desaparecidos, como este de Góngora: «Hola, que me lleva la ola, / hola, que me lleva a la mar». En el Modernismo resurgen ecos del antiguo cosaute (así, en el poema «El mar lejano», de Juan Ramón Jiménez); también en algunos poetas de la Generación del 27, como Federico García Lorca («Galán») y Rafael Alberti («Se equivocó la paloma…»), o en autores hispanoamericanos, como José Gorostiza, a quien pertenece el siguiente poema, verdadero cosaute, citado por Navarro Tomás: 

Iremos a buscar

hojas de plátano al platanar.
Se alegra el mar.
Iremos a buscarlas en el camino,

padre de las madejas de lino.
Se alegra el mar.
Porque la luna (cumple quince años a pena)

se pone blanca, azul, roja, morena.
Se alegra el mar.
Porque la luna aprende consejo del mar,

en perfume de nardo se quiere mudar.
Se alegra el mar.
José Gorostiza, Canciones para cantar en las barcas (1925)